# Lương Gia Nhân
Lương Gia Nhân (tiếng Anh: Bryan Leung Kar-yan; sinh ngày 20 tháng 1 năm 1948) là một nam diễn viên kiêm đạo diễn điện ảnh và truyền hình Hồng Kông thường thủ vai trong nhiều bộ phim võ thuật nổi tiếng. Ông thường được gọi biệt danh "Beardy" bởi bộ râu mang thương hiệu của ông. Bàn tay ông cũng có những ngón tay mở đặc trưng khi ông mở bàn tay cho mọi người xem. Mặc dù là một trong những gương mặt nổi tiếng nhất của điện ảnh Hồng Kông nhưng ông không được đào tạo bài bản về võ thuật, ông thường dựa vào tài năng bắt chước những tư thế võ của các đạo diễn hành động.

## Tiểu sử
Lương Gia Nhân sinh ngày 20 tháng 1 năm 1948 trong một gia đình phổ thông tại thành phố Sán Vĩ, Quảng Đông. Năm 1954, ông rời quê hương mình, theo cha mẹ nhập cư vào Hồng Kông. Từ năm 1992, ông thành lập công ty điện ảnh riêng tập trung vào thị trường phim hải ngoại.

## Sự nghiệp
Sự nghiệp phim hành động của Lương Gia Nhân bắt đầu năm 1969 với vẻ ngoài ưa nhìn và sức khỏe tự nhiên đã đưa ông đến Shaw Brothers Studio, nơi ông xuất hiện trong một số bộ phim kungfu nổi tiếng, mặc dù ông ít khi được đề nghị vai chính. Ông trở nên nổi tiếng dưới sự chỉ đạo của Hồng Kim Bảo, nơi ông hợp tác cùng đạo diễn này trong Enter the Fat Dragon (1978) và cùng thủ vai trong Warriors Two (1978). Vai diễn Lương Tán trong Warriors Two, một vị bác sĩ lịch sử có thật và là bậc thầy của môn vịnh xuân quyền, được miêu tả là "vai diễn xuất sắc nhất trong sự nghiệp của ông" do Mark Pollard của Kung Fu Cinema viết.
Lương Gia Nhân tiếp tục làm việc với Hồng Kim Bảo và đạt thêm nhiều thành công với một loạt phim hài kungfu như Knockabout (1979), nơi ông, Hồng Kim Bảo và Nguyên Bưu đóng. Trong Dreadnaught (1981) ông đóng học trò của Hoàng Phi Hồng và một số phim như Legend of a Fighter (1982), trong đó ông đóng nhân vật lịch sử Hoắc Nguyên Giáp và The Miracle Fighters (1982). Trong suốt thời gian này, Gia Nhân cũng có một số thành công trên truyền hình, xuất hiện trong vai Kiều Phong của bản Thiên long bát bộ của TVB năm 1982, và vai Quách Tĩnh trong bản chuyển thể Thần điêu đại hiệp năm 1983. Vai diễn Tiêu Phong của ông trong Thiên long bát bộ năm 1982 còn được trang Sina.com bình chọn là vai Kiều Phong hay nhất trên phim từ trước đến nay.
Mặc dù thành công về mặt diễn xuất, bộ phim đạo diễn đầu tay của Lương là Profile in Anger năm 1984 lại không được thành công, kể từ đó ông bắt đầu đóng vai phụ nhiều hơn và ít đóng vai chính hơn. Ông tiếp tục đóng và đạo diễn phim trong thập niên 2000, đồng thời xuất hiện trong vài bộ phim nổi tiếng như Last Hero in China (1993), nơi ông đóng vai diễn của chính mình trong Dreadnaught (1981) và đóng cặp với Lý Liên Kiệt, trước đó là Legend of the Dragon (1990) của Châu Tinh Trì. Gần đây nhất, ông đóng Phong Thanh Dương trong Tiếu ngạo giang hồ bản 2012 và Tiêu Viễn Sơn trong Thiên long bát bộ bản 2013.

## Đời tư
Lương Gia Nhân gặp vợ tương lai của mình năm 1975 khi đang quay phim ở Đài Loan và kết hôn năm 1979. Ông chia sẻ về vợ của mình, "Tôi và vợ của mình giống như Kiều Phong và A Châu. Tôi không một lòng theo đuổi, cũng không chờ đón người yêu, không tặng quà hay tạo điều bất ngờ. Chỉ là một phút thâm tình rồi tự nhiên mà kết hôn". Con trai ông là Lương Hạo Di tốt nghiệp ngành thiết kế hoạt họa 3D tại Canada năm 2005 và đóng cùng ông trong Kung fu Phật Sơn và Long Uy Phụ Tử, ngoài ra ông cũng có một cô con gái.

## Danh sách phim
| Năm  | Tên phim                             | Vai diễn                     |
| ---- | ------------------------------------ | ---------------------------- |
| 1969 | Return of the One-Armed Swordsman    |                              |
| 1974 | Five Shaolin Masters                 |                              |
| 1975 | Boxer Rebellion                      |                              |
| 1976 | Shaolin Avengers                     |                              |
| 1977 | Iron Monkey                          | Captain Yi                   |
| 1977 | Eagle's Claw                         |                              |
| 1978 | Enter the Fat Dragon                 | Bearded fighter              |
| 1978 | Warriors Two                         | Mr. Tsan                     |
| 1978 | My Life's on the Line                | Chow Sau Tung                |
| 1978 | Ways of Kung Fu                      | Shang king                   |
| 1979 | Sleeping Fist                        | Kam Tai-fat                  |
| 1979 | The Thundering Mantis                | Chi                          |
| 1979 | Knockabout                           | Dai Pao / Big John           |
| 1979 | Odd Couple                           | Laughing Bandit              |
| 1979 | His Name Is Nobody                   | Koo the Iron Heart           |
| 1979 | Cantonen Iron Kung Fu                | Leung Kwan                   |
| 1979 | Ten Brothers of Shaolin              | Commander Tsao               |
| 1979 | Demon Strike                         | Master Kiu                   |
| 1980 | The Victim                           | Chun Yau                     |
| 1980 | Two on the Road                      | Lively Dragon                |
| 1981 | Dreadnaught                          | Leung Foon                   |
| 1981 | Eagle's Claw and Butterfly Palm      |                              |
| 1982 | Legend of a Fighter                  | Fok Yuen-gap                 |
| 1982 | The Postman Strikes Back             | Courier Ma                   |
| 1982 | The Miracle Fighters                 | Kei Moon / Old Man           |
| 1984 | Secret Service of the Imperial Court | Zhao Bufa                    |
| 1984 | New Tales of the Flying Fox          | Wu Yat-do                    |
| 1984 | Profile in Anger                     | Leung Chun Yue               |
| 1984 | Shanghai 13                          | Tao Daye                     |
| 1985 | Danger Has Two Faces                 | Kam Chi-kin                  |
| 1985 | Hong Kong Godfather                  | Mad Wai                      |
| 1988 | Tiger Cage                           | Brother Lung                 |
| 1990 | Legend of the Dragon                 | Yan                          |
| 1991 | The Tigers                           | Lam Hoi-tim                  |
| 1992 | The Shootout                         | Inspector Ma                 |
| 1992 | Shogun and Little Kitchen            | Mr. Tong Ching               |
| 1993 | Last Hero in China                   | Leung Foon                   |
| 1993 | Fight Back to School III             | Officer Lai                  |
| 1993 | Đường Bá Hổ điểm Thu Hương           | Mo Chong-yuen                |
| 1994 | Kung Fu Cult Master                  | Lu Zhangke                   |
| 1994 | The Kung Fu Scholar                  | Lee Tai-chun / Lee Man-lung  |
| 1995 | Don't Give a Damn                    | No-nonsense cop              |
| 1995 | Out of the Dark                      | Mr. Wu                       |
| 2000 | Conman in Tokyo                      | Turkey                       |
| 2008 | Kung Fu Dunk                         | Master Fei                   |
| 2010 | True Legend                          | Su Wankun                    |
| 2010 | Legend of the Swordsman              |                              |
| 2010 | Just Call Me Nobody                  | Wu Di's father / General Lee |
| 2010 | Kung Fu Master                       |                              |
| 2011 | Empire of Assassins                  | Emperor Wang Shi Chong       |
| 2011 | Hong Kong Ghost Story                |                              |
| 2011 | BMW Rhapsody                         |                              |
| 2012 | The Man with the Iron Fists          | Hyena Chief                  |
| 2012 | Promise Time                         |                              |
| 2013 | Trung liệt Dương gia tướng           | Phan Nhân Mỹ                 |
| 2013 | Lucky Dog                            |                              |
| 2013 | 7 Assassins                          | Chan                         |
| 2013 | Badges of Fury                       | Uncle Lucky                  |
| 2013 | Game of Assassins                    |                              |
| 2013 | Kung Fu Family                       |                              |
| 2014 | Ameera                               |                              |
| 2014 | The Scroll of Wing Chun White Crane  |                              |
| 2015 | Bloody Destiny                       |                              |
| 2016 | Diệp Vấn 3                           | Tin Ngo-san                  |

| Năm  | Tên phim                              | Vai diễn          | Ghi chú      |
| ---- | ------------------------------------- | ----------------- | ------------ |
| 1982 | Thiên long bát bộ                     | Kiều Phong        | TVB sản xuất |
| 1983 | Thần điêu đại hiệp                    | Quách Tĩnh        | TVB sản xuất |
| 1989 | War of the Dragon                     | 李坤              | TVB sản xuất |
| 1992 | Revelation of the Last Hero           | Hak-lin Mung-seun | TVB sản xuất |
| 1996 | Wong Fei Hung Series                  |                   |              |
| 1998 | Thần điêu đại hiệp                    | Hồng Thất Công    |              |
| 2002 | Book and Sword, Gratitude and Revenge | Yuan Shixiao      |              |
| 2002 | The Monkey King: Quest for the Sutra  | Lee Ching         |              |
| 2004 | The Dragon Heroes                     | Wang Jili         |              |
| 2005 | Real Kung Fu                          | Leung Yee-Tai     | TVB sản xuất |
| 2005 | Seven Swordsmen                       | Liu Jingyi        |              |
| 2005 | La Femme Desperado                    | Ko Wing-tim       | TVB sản xuất |
| 2007 | The Ultimate Crime Fighter            | Wong Bo           | TVB sản xuất |
| 2008 | Huo Yuanjia                           | Huo Endi          |              |
| 2008 | Jingwu Chen Zhen                      | Huangfu Yizhen    |              |
| 2008 | Anh hùng xạ điêu                      | Hồng Thất Công    |              |
| 2008 | Đội điều tra đặc biệt                 | Yue Dai-hoi       | TVB sản xuất |
| 2009 | Thư kiếm ân cừu lục                   | Yuan Shixiao      |              |
| 2009 | Thiếu lâm tự truyền kì 2              | Vương Thế Sung    |              |
| 2013 | Tiếu ngạo giang hồ                    | Phong Thanh Dương |              |
| 2013 | Swordsman                             | Feng Qingyang     |              |
| 2013 | Ip Man                                | Master Hong       |              |